# Gams (priimek)
Gams je priimek v Sloveniji, ki ga je po podatkih Statističnega urada Republike Slovenije na dan 1. januarja 2010 uporabljalo 86 oseb in je med vsemi priimki po pogostosti uporabe uvrščen na 4.964. mesto.

## Znani slovenski nosilci priimka
- Andrej Gams, avtomatik, znanstvenik IJS, izr. prof.
- Anton Gams, elektrotehniški pedagog, šolski inovator
- Ivan Gams (1923—2014), geograf, krasoslovec, univerzitetni profesor in akademik
- Matija Gams, gradbenik, docent (ZAG)?
- Matjaž Gams (*1954), elektronik, strokovnjak za umetno inteligenco, pisec znantvene fantastike
- Miša Gams, literarna kritičarka, publicistka
- Petra Gams, svetovna popotnica
- Primož Gams, gorski kolesar

## Znani tuji nosilci priimka
- Andrija Gams (1911—1997), profesor na pravni fakulteti v Beogradu
- Helmut Gams (1893—1976), avstrijski/srednjeevropski botanik
- Walter Gams (1934—2017), srednjeevropski botanik, taksonom